# Moldovenism
Moldovenismul este un curent , politic, social, cultural și filologic care afirmă că moldovenii ar fi o etnie separată, diferită de români, fapt contrazis de către instituțiile academice. Promovată de către grupările politice de extremă stângă, această teorie există în două variante :
- conform teoriei dominante „minimaliste”, numai moldovenii de la răsărit de Prut au căpătat o identitate etnică diferită față de cetățenii României (inclusiv față de moldovenii din vestul Prutului); această variantă, exprimată prin articolul 13 al Constituției Republicii Moldova, se bazează pe definiția politică a „limbii moldovenești”, oficială în perioada sovietică (1940 -1941,1944-1991)[1] și în timpul guvernării comuniste (2001 - 2009)[2];
- conform teoriei „maximaliste”, minoritară și neoficială, toți moldovenii dintre Carpați și Nistru, „urmași ai slavo-romanicilor bolohoveni”, au o identitate etnică diferită față de Români; această variantă  promovată de foruri anti-românești printre care „Moldova Mare”[3], „Mișcarea Voievod” sau „Scutul Moldovenesc”[4] se bazează pe reinterpretarea istoric-retroactivă a graiurilor limbii daco-române ca „limbi diferite”, printre care graiul moldovenesc este descris ca fiind „limba moldovenească veche”, iar limba română din România actuală precum și identitatea românească sunt descrise, ca fiind „construcții artificiale recente” prin care moldovenii de la vest de Prut (și o mică parte dintre cei de la est) ar fi fost „artificial românizați de statul român după 1859”.[5]

## Istorie
Acest concept etno-cultural a apărut după Tratatul de la București din 1812, prin care partea situată la răsărit de Prut a principatului Moldovei a intrat în componența imperiului Rusiei. Din acel moment, au intrat în concurență, pentru locuitorii acestui ținut formând gubernia Basarabiei, două concepții identitare potrivnice: « românismul » care promova unirea politică și culturală a tuturor vorbitorilor graiurilor est-romanice indiferent de împărățiile ale căror supuși erau (Imperiul Habsburgic, Imperiul Rus sau Imperiul Otoman), și « moldovenismul » susținut de autoritățile rusești, care promova deosebirea și despărțirea culturală și politică a vorbitorilor graiurilor est-romanice supuși ai « Țarului tuturor Rusiilor », de ceilalți. 

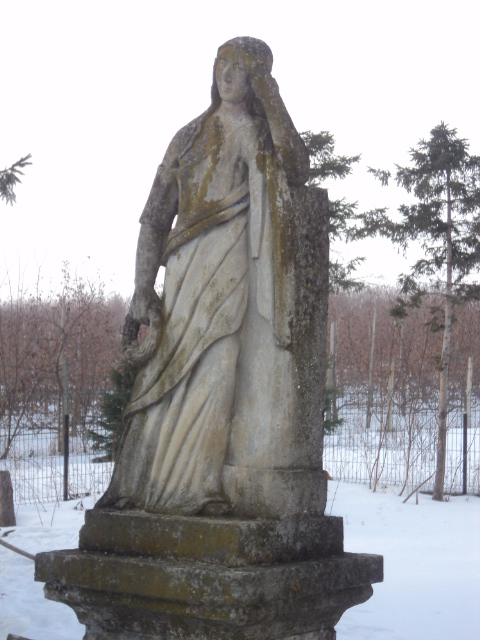
Statuia "Moldova plângăndu-și Unirea", aflată în curtea Bisericii din Rotopănești. Aceasta a fost ridicată de scriitorul Nicolae Istrati, un ideolog al separatismului moldovenesc.

În Moldova Occidentală, populația a continuat să se identifice din punct de vedere etnic drept ”români” iar din punct de vedere geografic drept ”moldoveni”. Similar, în regiunea nordică ruptă din trupul Moldovei în 1774 de Imperiul Habsburgic, numită ulterior Bucovina, populația a păstrat identitatea etnică românească iar identitatea regională a devenit preponderent ”bucovineană”. Au fost totuși, în special în secolul XIX, momente ce au accentuat diferențele între moldoveni și valahi. De exemplu, Teodor Boldur-Lățescu, principalul ideolog al separatismului moldovean de după mica Unire, considera că moldovenii și valahii sunt 2 etnii diferite și îi cataloga pe valahi drept țigani. În urma revoltei separatiste coordonate stradal de Boldur-Lățescu, presa internațională a fost inundată cu articole rusești despre "lupta poporului moldovean, înrobiți de asupritorii valahi". Totuși, pe termen lung, acest fenomen nu a afectat prea mult societatea românească, identitatea de moldovean rămânând una regională, nu etnică.
Deși curentele sînt anterioare, cuvintele « moldovenism » și « românism » apar doar în anul 1932, odată cu controversele din RASS Moldovenească relative la scrierea și identitatea limbii din această Republică autonomă sovietică. În urma acestor controverse, « moldovenismul » a fost abandonat timp de șase ani (2 februarie 1932 - 27 februarie 1938) de către autoritățile sovietice care, în acea scurtă vreme, au dat prioritate răspândirii comunismului în toată România asupra revendicării Basarabiei ca teritoriu fost rusesc. În restul timpului, « moldovenismul » a fost, pînă în zilele noastre, principala pîrghie a politicii țariste, sovietice și ruse în teritoriile din răsăritul Prutului și față de România, sau față de revendicările romanicilor dinafara acesteia. Astfel, « Moldovenismul » țintea facilitarea procesului de rusificare a românofonilor dintre Prut și Nistru, pe principiul „Divide et impera” („desparte și cucerește” sau „dezbină și stăpînește”). S-a creat și o limbă moldovenească ce folosea alfabetul chirilic, pentru a evidenția presupusele diferențe față de limba română. Autoritățile sovietice au creat inclusiv o Uniune a Scriitorilor din RASS Moldovenească în 1927, sub conducerea lui Mozeș Cahana. Uniunea urma să promoveze regulile noii limbi moldovenești. S-a format o generație de "scriitori moldoveni" reprezentată de Dmitrii Milev, Pavel Chioru, Mihai Andriescu, Samuil Lehtțir, Aladar Imre, Culai Neniu, Filimon Săteanu sau Nistor Cabac.
Controversa a încetat între anii 1948 și 1975 când România comunistă și-a aliniat docil poziția politică și universitară pe cea « moldovenistă » a Uniunii sovietice. În acea perioadă, în ambele țări, cine evoca doar posibilitatea ca pozițiile oficiale să poată fi discutate, risca aspre pedepse mergând de la repartizarea în alte slujbe mai grele, mai prost plătite și îndepărtate, pînă la condamnarea la închisoare sau lagăr de muncă silnică. După 1975 în România socialistă (odată cu apariția liniei « național-comuniste » din perioada Ceaușescu) și după 1988 în URSS (odată cu linia « glasnost » și « perestroika » din perioada Gorbaciov), « românismul » a reapărut, devenind în anii 1990-1992 oficial în ambele țări, în legătură cu prăbușirea « taberei comuniste ». În acei trei ani, controversa s-a stins din nou, de data aceasta în profitul « românismului ». Republica Moldova era atunci considerată oficial ca un stat multinațional adăpostind Bulgari, Găgăuzi, Români, Ruși, Ucraineni ș. a., toți putîndu-se deopotrivă defini ca membri ai unor popoare și culturi depășind granițele Republicii, printre care poporul român.
Odată cu renașterea mișcărilor comuniste și recunoașterea internațională a zonei de influență excluzivă a Rusiei asupra a 12 dintre cele 15 foste republici unionale sovietice (printre care și Republica Moldova), controversa a reapărut în peisajul politic, provocând un război civil de-a lungul Nistrului, degradând relațiile între România și Republica Moldova și ajungând, la data de 29 iunie 1994, la o nouă oficializare constituțională a « moldovenismului » în Republica Moldova. De atunci încoace, băștinașii românofoni din Republica Moldova care se declară  « moldoveni » sunt socotiți  « cetățeni titulari » dar nu mai au dreptul de a se defini ca membri ai unui popor depășind granițele Republicii, iar cei care se declară « români » pentru a păstra acest drept, sunt socotiți  « minoritate națională » .

### Moldovenismul europenist
Termenul de "moldovenism european" îi aparține politicianului Marian Lupu. El e susține că PDM-ul este un partid centrist, iar centrismul în Republica Moldova poate fi echivalat cu moldovenismul, dar cu „un moldovenism european modern”. Diferența principală dintre moldovenismul european și cel al PCRM și PSRM este politica externă, care este pro-europeană (dar anti-unionistă), ci nu pro-rusă.

## Figuri asociate
Printre principalii promotori actuali ai moldovenismului în Republica Moldova, se numără: Mihail Garbuz și formațiunea sa maximalistă „Patrioții Moldovei” care militează pentru „Moldova Mare” (anexarea Moldovei dintre Carpați și Prut de către Rep. Moldova); Nicolae Pascaru, fondator al asociațiilor „Mișcarea Voievod” și „Scutul Moldovenesc”, președintele Federației de lupte „Voievod” și fondator al portalului moldovenii.md; Vasile Stati, istoric și politician controversat, autor a unor opere la fel de controversate, printre care și „Dicționarul moldovenesc-românesc”; Renato Usatîi împreună cu partidele sale și mișcarea Antifa; Partidul Comuniștilor din Republica Moldova care s-a aflat la putere timp de 8 ani; Partidul Socialiștilor din Republica Moldova în frunte cu liderul său Igor Dodon; Victor Stepaniuc, fost deputat comunist și nu în ultimul rând persoane ca Sergiu Perciun (fruntaș al partidului „Patrioții Moldovei”), istoricul Vladislav Grosul, scriitorul și fostul disident sovietic Boris Marian, Valeriu Senic (fondatorul Partidului Socialist din Moldova), istoricul Petru Șornikov (fondatorul Mișcării Edinstvo), Emilian Ciobu (fondator al partidului „Patria”) sau episcopul de Bălți și Fălești, Marchel (co-fondator al mișcării „Moldova Mare” declarat deschis „împotriva unioniștilor din Republica Moldova”).